# Пратисоло (Ређо Емилија)
Пратисоло (итал. Pratissolo) је насеље у Италији у округу Ређо Емилија, региону Емилија-Ромања.
Према процени из 2011. у насељу је живело 1586 становника. Насеље се налази на надморској висини од 105 м.